# Andries Teeuw
Andries Teeuw (12 augustus 1921 – 18 mei 2012), beter bekend als Hans Teeuw, was een Nederlandse taal- en letterkundige gespecialiseerd in het Indonesisch. Hij was onder andere actief als literatuurcriticus en vertaler van de moderne Indonesische literatuur.
Teeuw begon in 1938 de studie Indologie te Leiden en slaagde in 1941 voor het kandidaatsexamen. Vanaf 1943 moest hij onderduiken, omdat hij weigerde de loyaliteitsverklaring te ondertekenen. In 1945 rondde hij cum laude het doctoraalexamen af.
Daarna vertrok hij naar Indonesië om tussen 1945 en 1947 veldonderzoek te doen te Yogyakarta. Hij werkte van 1947 tot 1951 aan de Universiteit van Indonesië, vanaf 1952 was hij hoogleraar te Utrecht en in 1955 werd hij hoogleraar Maleis en Indonesisch te Leiden.